# FK Proleter Zrenjanin
Fudbalski Klub Proleter Zrenjanin (serb.: Фудбалски Kлуб Пролетер Зрењанин) – serbski klub piłkarski z siedzibą w Zrenjaninie (w okręgu środkowobanackim, w Wojwodinie), działający w latach 1947–2006.

## Historia
Klub powstał 27 czerwca 1947 roku jako FK Proleter Zrenjanin w wyniku fuzji trzech lokalnych klubów: FK Zrenjanin, FK Borac i FK Železničar. W czasach Socjalistycznej Federacyjnej Republiki Jugosławii najwyższym poziomem rozgrywek piłkarskich w których "FK Proleter" występował to rozgrywki Prvej ligi SFR Јugoslavije, gdzie klub występował 6 sezonów: 1967/68-68/69, 1973/74-74/75 i 1990/91-91/92 oraz rozgrywki Drugiej ligi SFR Јugoslavije, gdzie klub występował 32 sezony.
W czasach Federalnej Republiki Jugosławii najwyższym poziomem rozgrywek piłkarskich w których "FK Proleter" występował to rozgrywki Prvej ligi SR Јugoslavije, gdzie klub występował 8 sezonów: 1992/93-1999/00.
26 stycznia 2006 połączył się z FK Budućnost Banatski Dvor tworząc FK Banat Zrenjanin.

## Stadion
Klub rozgrywał swoje mecze domowe na stadionie Stadion Karađorđev Park w Zrenjaninie, który mógł pomieścić 13,5 tys. widzów.

## Sezony
| Sezon                          | Liga                                                  | Poziom | Miejsce |
| Federalna Republika Jugosławii |                                                       |        |         |
| 1999/00                        | Prva liga SR Јugoslavije                              | I      | 17      |
| 2000/01                        | Druga liga SR Јugoslavije – Grupa Sjever (Północ)     | II     | 2       |
| 2001/02                        | Druga liga SR Јugoslavije – Grupa Sjever (Północ)     | II     | 10      |
| 2002/03                        | Srpska liga (Grupa Vojvodina)                         | III    | 1       |
| Serbia i Czarnogóra            |                                                       |        |         |
| 2003/04                        | Druga liga Srbije i Crne Gore – Grupa Sjever (Północ) | II     | 5       |
| 2004/05                        | Prva liga Srbije                                      | II     | 18      |
| 2005/06                        | Srpska liga (Grupa Vojvodina)                         | III    | 18 *    |

 * W trakcie sezonu 2005/06 Proleter wycofał się z rozgrywek Srpskiej ligi Vojvodina po rundzie jesiennej, a jego wyniki anulowano (26.01.2006 FK Proleter Zrenjanin oraz FK Budućnost Banatski Dvor (6. miejsce w Super lidze Srbije i Crne Gore) połączyły się i od sezonu 2006/07 klub rozpoczął występy w rozgrywkach Super ligi Srbije jako FK Banat Zrenjanin).

## Sukcesy
- 4. miejsce Prvej ligi SFR Јugoslavije (1x): 1991.
- 5. miejsce Prvej ligi SR Јugoslavije (1x): 1997 (start w Pucharze Intertoto).
- mistrzostwo Drugiej ligi SFR Јugoslavije (1x): 1967 (awans do Prvej ligi SFR Јugoslavije).
- mistrzostwo Drugiej ligi SFR Јugoslavije (2x): 1958 i 1971 (brak awansu do Prvej ligi SFR Јugoslavije, po przegranych barażach).
- mistrzostwo Srpskiej ligi – Grupa Vojvodina (III liga) (1x): 2003 (awans do Drugiej ligi SR Јugoslavije).
- wicemistrzostwo Drugiej ligi SFR Јugoslavije (2x): 1973 i 1990 (awanse do Prvej ligi SFR Јugoslavije).
- wicemistrzostwo Drugiej ligi SFR Јugoslavije (4x): 1957, 1965, 1966 i 1978.
- wicemistrzostwo Drugiej ligi SR Јugoslavije (1x): 2001.
- Puchar SFR Јugoslavije:
  - półfinalista (1): 1979.
- Puchar SR Јugoslavije:
  - półfinalista (1): 1995.

## Europejskie puchary
Legenda do wszystkich tabel:
- Q – runda eliminacyjna, 1/16, 1/8, 1/4, 1/2 – odpowiednia faza rozgrywek, Grupa – runda grupowa, 1r gr – pierwsza runda grupowa, 2r gr – druga runda grupowa, F – finał, R – runda, PO – play-off
- k. – rzuty karne, los. – losowanie, Dogr. – dogrywka, w. – zasada bramek strzelonych na wyjeździe

| Sezon | Rozgrywki        | Runda    | Przeciwnik    | Dom | Wyjazd | Ogólnie    |
| ----- | ---------------- | -------- | ------------- | --- | ------ | ---------- |
| 1997  | Puchar Intertoto | Grupa 11 | Maccabi Hajfa | 4–0 |        | 4. miejsce |
| 1997  | Puchar Intertoto | Grupa 11 | Lokomotiw-NN  |     | 0–1    | 4. miejsce |
| 1997  | Puchar Intertoto | Grupa 11 | NK Celje      | 0–0 |        | 4. miejsce |
| 1997  | Puchar Intertoto | Grupa 11 | Antalyaspor   |     | 0–1    | 4. miejsce |